# Zeche Quetterbank
Die Zeche Quetterbank ist ein ehemaliges Steinkohlenbergwerk in Essen-Werden-Hamm. Das Bergwerk war bereits vor der offiziellen Konzessionserteilung in Betrieb.

## Bergwerksgeschichte
Am 17. Juni des Jahres 1782 wurde die Konzession zum Betrieb des Bergwerks durch den Abt von Werden erteilt. Am 30. April des Jahres 1796 wurde eine neue Konzession für das Tiefste erteilt. Im Jahr 1802 wurde im Flöz Geitling, damals genannt Flöz Quetterbank, abgebaut. In den Jahren 1805 bis 1810 wurde im Bereich um Schacht 4 abgebaut. Im Jahr 1815 erfolgte der Abbau am Schacht Ludwig. Ab März des Jahres 1820 war das Bergwerk außer Betrieb, es wurden nur noch vorhandene Kohlen bis zur Ruhr transportiert. Ab dem Jahr 1832 wurden die Zechen Quetterbank und Große Bovermannswiese gemeinsam betrieben. Es war ein gemeinschaftlich genutzter Stollen in Betrieb. Im Jahr 1838 wurde ein neuer gemeinsamer Stollen angesetzt und es wurde begonnen, den Stollen aufzufahren. Der Stollen war vorgesehen, um die Grubenfelder der beiden Bergwerke zu lösen. Im September des Jahres 1840 erreichte der gemeinsame Stollen bei einer Auffahrungslänge von 82,5 Lachtern im Feld der Zeche Große Bovermannswiese das Flöz Mutter. Danach wurde die Zeche Quetterbank wieder eigenständig in Betrieb genommen und der Stollen wurde von  den Bergleuten der Zeche Quetterbank alleine weiter aufgefahren. Im Jahr 1841 wurde mit dem Abbau begonnen. Am 6. Juni des Jahres 1846 wurde das Bergwerk stillgelegt. Der Grund für diese Stilllegung war Absatzmangel der geförderten Kohlen. Im Jahr 1847 wurde das Bergwerk in Fristen gelegt.  Am 18. April des Jahres 1851 wurde ein Längenfeld verliehen. Im Jahr 1853 konsolidierte die Zeche Quetterbank mit anderen Zechen zur Zeche Vereinigte Reher Dickebank & Erbstollen.

## Förderung und Belegschaft
Die ersten Förderzahlen des Bergwerks stammen aus 1802, in diesem Jahr wurden pro Tag 40 Ringel Steinkohle gefördert. Im Jahr 1841 wurden 2547 ¾ preußische Tonnen Steinkohle gefördert. Im Jahr 1845 lag die Förderung bei 9816 Scheffel Steinkohle. Die letzten Förderzahlen stammen aus dem Jahr 1846, in diesem Jahr wurden 3536 Scheffel Steinkohle gefördert.